# I Got Love (canção)
"I Got Love" é uma canção gravada pela cantora sul-coreana Taeyeon e contida em seu primeiro álbum de estúdio My Voice (2017). É composta por Kenzie, Thomas Troelsen e Eyelar e foi descrita como pertencente aos gêneros Pop e R&B, com elementos de trap. Seu lançamento ocorreu digitalmente em conjunto com o lançamento do álbum, em 28 de fevereiro de 2017, através da SM Entertainment. 
Comercialmente, "I Got Love" alcançou a posição de número 20 pela parada sul-coreana Gaon Digital Chart e acumulou mais de um milhão de transmissões em sua primeira semana de lançamento, além disso, atingiu pico de número nove pela parada estadunidense Billboard World Digital Songs. A canção recebeu ánálises positivas da crítica especializada, que notou seu estilo experimental e a apresentação dos vocais únicos de Taeyeon. 
Um vídeo musical de "I Got Love" foi lançado em 17 de fevereiro de 2017 e serviu como uma ferramenta promocional de My Voice. 

## Antecedentes e composição
Em 14 de fevereiro de 2017, a SM Entertainment anúnciou o lançamento do primeiro álbum de estúdio completo de Taeyeon, com data marcada para o fim do mês de fevereiro.. Um dia depois, foi divulgado fotos promocionais e um pequeno trailer do vídeo musical de "I Got Love", que foi definida para ser a faixa pré-lançada do álbum.
"I Got Love" foi descrita pela SM Entertainment como uma canção de "R&B urbano". Tamar Herman escrevendo para a Billboard, considerou a faixa como um lançamento pop contendo influências de trap e R&B.

## Recepção da crítica
"I Got Love" recebeu análises positivas. Tamar Herman da Billboard opinou que "I Got Love" ajudou a mostrar "um lado mais maduro" de Taeyeon, já que seus estilos musicais "atípicos" se concentram mais na "performance e letras apaixonadas" de Taeyeon, em oposição a seu "lado sentimental", como mostrado através de versões anteriores, incluindo as canções "I" e "11:11". Chester Chin, do jornal The Star, foi positivo em relação aos estilos experimentais da canção, escrevendo que a mesma "lança luz sobre uma estrela pop feroz e atrevida".

## Desempenho nas paradas musicais
"I Got Love" estreou na posição de número vinte pela pela tabela sul-coreana Gaon Digital Chart, através da semana equivalente a 26 de fevereiro a 4 de março de 2017. A canção vendeu 75.233 cópias digitais e recebeu 1.071.722 de transmissões em sua primeira semana de lançamento, através dos serviços de música online sul-coreanos. Em sua semana seguinte, "I Got Love" posicionou-se em 71 na Gaon Digital Chart, acumulando 23.153 downloads digitais pagos e 905.873 streams. Internacionalmente, a canção estreou em seu pico de número nove pela parada estadunidense Billboard World Digital Songs.

### Posições semanais
| Parada musical (2017)                          | Melhor posição |
| ---------------------------------------------- | -------------- |
| Coreia do Sul (Gaon Digital Chart)             | 20             |
| Estados Unidos (Billboard World Digital Songs) | 9              |

### Vendas
| Região               | Vendas |
| -------------------- | ------ |
| Coreia do Sul (Gaon) | 98,386 |

## Créditos e pessoal
Créditos de "I Got Love" são adaptados do encarte do CD My Voice.
- Letra coreana por Kenzie
- Composição por Kenzie, Thomas Troelsen e Eyelar Mirzazadeh
- Arranjo por Thomas Troelsen e Eylar Mirzazadeh
- Direção por Kenzie
- Vocais de apoio por Taeyeon
- Gravado por Lee Min-kyu da S.M. Big Shot Studio
- Mixagem por Gu Jong-mil no S.M. Yellow Tail Studio
- Masterizado por Tom Coyne da Sterling Sound